# Oliver Twist (pel·lícula de 1912)
Oliver Twist és una pel·lícula del 1912 dirigida per Thomas Bentley, basada en la novel·la homònima de Charles Dickens.

## Argument
Oliver Twist (Ivy Millais) és un nen orfe que li porten a un orfenat. A causa del maltractament que se li dona, un dia decideix escapar-se a Londres. Tot just arribar a la ciutat coneix Artful Dodger (Willie West) qui li dona acollida. Amb la innocència d'un nen de deu anys, sense adonar-se s'endinsa en una banda de nois carteristes dirigit pel malvat Fagin (John McMahon).

## Altres adaptacions
- Oliver Twist (pel·lícula de 1909)
- Oliver Twist (pel·lícula de 1920)
- Oliver Twist (pel·lícula de 1922)
- Oliver Twist (pel·lícula de 1933)
- Oliver Twist (pel·lícula de 1948)
- Oliver Twist (pel·lícula de 1982)
- Oliver Twist (pel·lícula de 2005)